# Joan Kuri
Joan Kuri (Ciudad de México, México, 21 de marzo de 1995) es un actor y modelo mexicano, ha participado en producciones para Televisa, Univision y TV Azteca. 

## Carrera
Joan Kuri, en el año 2016 participó en el documental JFK Declassified: Tracking Oswald de History Channel; en el 2017  le dio vida a Leo en la serie LGBT Con Lugar, de igual manera, en este mismo año participó en las producciones de TV Azteca:   Mil Formas de Amar y la   telenovela La Hija Pródiga.  En el año 2018 interpretó a Ricardo en la segunda temporada de la serie Tres Familias y llegó a Univision con el personaje Chino Adolescente en la serie Amar a muerte. 
En 2024 debutó en el cine con su participación estelar con el personaje de Arsenio en la película Seré Breve Al Momento De Morir la cual tuvo su estreno mundial en el Festival Internacional de Cine en Guadalajara y fue dirigida por Juan Briseño. 

## Filmografía

### Televisión
| Año  | Producción                         | Personaje          | Emisión            |
| 2022 | Esta historia me suena             |                    | Televisa           |
| 2020 | La mexicana y el güero             | Lester             | Televisa           |
| 2019 | Los elegidos                       | Jonás              | Televisa           |
| 2018 | Amar a muerte                      | Chino adolescente  | Univision/Televisa |
| 2018 | 3 familias (2)                     | Ricardo            | TV Azteca          |
| 2017 | La hija pródiga                    | Blas Montejo       | TV Azteca          |
| 2017 | Mil Formas de Amar                 | Mario              | TV Azteca          |
| 2016 | JFK Declassified: Tracking Oswald. | Lee Harvey Oswald. | History Channel    |
| 2014 | La rosa de Guadalupe               | Félix              | Televisa           |
| 2014 | La rosa de Guadalupe               | Eduardo            | Televisa           |